# 愛 偷偷想你
《愛 偷偷想你》是香港歌手甄楚倩的第十二張大碟，第二張國語專輯，在1993年推出。專輯全部歌曲都是改編自上一張粵語專輯《Something Special》，而大碟的第一主打歌是《偷偷想一個人》，第二主打歌則是《想你就輕輕的哼La La La La Li》，這專輯在香港發行的發行量不多。

## 曲目
| 曲序 | 曲名                         | 曲                                       | 詞     | 編曲                        | 附註                                                  |
| 01   | 偷偷想一個人                 | 井上能征 佐伯健三                        | 何啟弘 | C.Y.Kong                    | 第一主打歌 粵語版本為《一生放暑假》                   |
| 02   | 多情卻受傷                   | Alisha Scott Yahney                      | 何啟弘 | 甘志偉                      | 第二主打歌 粵語版本為《留在我身邊》                   |
| 03   | 想你就輕輕的哼La La La La Li | Edward Barton                            | 謝明訓 | 譚國政 楊振龍 Patrick Delay | 第三主打歌 粵語版本為《唯有在晚上才能La La La La Li》 |
| 04   | 謝謝你的浪漫                 | 甄楚倩                                   | 甄楚倩 | 甘志偉                      | 粵語版本為《不羈的男人》                              |
| 05   | 真的可以嗎？                 | John Bastianelli Larry Lange             | 何啟弘 | 譚國政 楊振龍 Patrick Delay | 粵語版本為《你真的可以忘記我嗎？》                    |
| 06   | 不想愛上他                   | N.M Walden C.Norton P.Scott              | 謝明訓 | C.Y.Kong                    | 粵語版本為《不想一再失去他》                          |
| 07   | 夜才剛醒來                   | Diane Eve Warren                         | 姚若龍 | 甘志偉                      | 粵語版本為《Love Me Tonight》                         |
| 08   | 不明白你喜歡什麼             | Denise Lopez Lenny Macaluse Richard Bell | 林炳存 | 甘志偉                      | 粵語版本為《喜歡你什麼》                              |
| 09   | La La La La Li -INTERLUDE    | Edward Barton                            |        | 譚國政 楊振龍 Patrick Delay | 純音樂                                                |
| 10   | 偷想的KALA                   | 井上能征 佐伯健三                        |        | C.Y.Kong                    | 純音樂                                                |

## 唱片版本
- CD版
- 錄音帶版